# Bellair-Meadowbrook Terrace
Bellair-Meadowbrook Terrace és una concentració de població designada pel cens dels Estats Units a l'estat de Florida. Segons el cens del 2000 tenia 16.539 habitants.

## Demografia
Segons el cens del 2000, Bellair-Meadowbrook Terrace tenia 16.539 habitants, 6.447 habitatges, i 4.441 famílies. La densitat de població era de 1.140,3 habitants per km².
Dels 6.447 habitatges en un 33,2% hi vivien nens de menys de 18 anys, en un 50,3% hi vivien parelles casades, en un 14,4% dones solteres, i en un 31,1% no eren unitats familiars. En el 23,3% dels habitatges hi vivien persones soles el 5% de les quals corresponia a persones de 65 anys o més que vivien soles. El nombre mitjà de persones vivint en cada habitatge era de 2,53 i el nombre mitjà de persones que vivien en cada família era de 2,98.
Per edats la població es repartia de la següent manera: un 25,1% tenia menys de 18 anys, un 11,4% entre 18 i 24, un 30,9% entre 25 i 44, un 23,6% de 45 a 60 i un 9,1% 65 anys o més.
L'edat mediana era de 33 anys. Per cada 100 dones de 18 o més anys hi havia 91,2 homes.
La renda mediana per habitatge era de 42.426 $ i la renda mediana per família de 47.926 $. Els homes tenien una renda mediana de 32.936 $ mentre que les dones 23.117 $. La renda per capita de la població era de 21.095 $. Entorn del 5,9% de les famílies i el 7,5% de la població estaven per davall del llindar de pobresa.

## Poblacions més properes
El següent diagrama mostra les poblacions més properes.